# Australentulus delamarei
Australentulus delamarei – gatunek pierwogonka z rzędu Acerentomata i rodziny Acerentomidae.

## Taksonomia
Gatunek opisany został w 1978 przez Josefa Noska. Jego holotyp odłowiono 10 km na zachód od Ambohidray. Nazwa gatunkowa została nadana na cześć Claude'a Delamare'a Deboutteville'a.

## Występowanie
Gatunek ten jest endemitem Madagaskaru, gdzie występuje w środkowej części wyspy.